# 朱利安·貝內托
朱利安·貝內托（法語：Julien Benneteau，發音：[ʒyljɛ̃ bɛnto]；1981年12月20日—），法國職業網球運動員。於2000年轉為職業選手。他的單打最高世界排名是第25位。在2006年法國網球公開賽上，他打入了八強。

## 外部連結
- 朱利安·貝內托（英文/西班牙文）的官方資料
- 朱利安·貝內托的國際網球總會 職業／青少年 官方資料（英文）
- 朱利安·貝內托的官方資料（英文）